# Kowalewice (województwo łódzkie)
Kowalewice – wieś sołecka w Polsce położona w województwie łódzkim, w powiecie zgierskim, w gminie Parzęczew.
Wieś królewska Kowalowice starostwa łęczyckiego, położona w powiecie łęczyckim województwa łęczyckiego w końcu XVI wieku. W latach 1975–1998 miejscowość należała administracyjnie do ówczesnego województwa łódzkiego.
Wieś nad rzeką Bzurą w odległości 4 km od centrum miasta Ozorków; utworzona z kolonii Kowalewice i osady Kowalewice Małe; początkowo w nieistniejącej dziś gminie Chociszew, obecnie sołectwo w gminie Parzęczew; na obszarze występują: grunty orne (kompleks żytni najsłabszy, żytni słaby, żytni dobry, kompleks zbożowo-pastewny), użytki zielone (łąki, pastwiska), lasy; w 1827 roku w Kowalewicach mieszkały 182 osoby, stało 19 domów; według stanu na dzień 31 grudnia 2007 roku wieś liczyła 208 osób; w pobliżu autostrada A2; rzeka Linda uchodzi do Bzury; we wrześniu 1939 roku hitlerowcy dokonali mordu na ludności cywilnej (zginęło 17 mieszkańców wsi).   